# Viola Park
Il "Rocco B. Commisso" Viola Park, noto semplicemente come  Viola Park,  è un centro sportivo di Bagno a Ripoli (FI), di proprietà della società calcistica italiana ACF Fiorentina. 
La struttura ospita, dal 2023, gli allenamenti della prima squadra maschile e le attività (allenamenti e incontri) della prima squadra femminile e del settore giovanile sia maschile sia femminile, oltre ad essere la sede degli uffici del club.
Opera dell'architetto Marco Casamonti dello Studio Archea Associati, è ritenuto il centro sportivo più grande d'Italia e tra i più all'avanguardia d'Europa.
Il centro d'allenamento si trova in via Pian di Ripoli, nel centro abitato di Bagno a Ripoli, comune dell'hinterland di Firenze.

## Storia

### Premesse
Già negli anni settanta la Fiorentina aveva individuato dei terreni, nel comune di Sesto Fiorentino, adatti alla costruzione di un centro sportivo per la società viola, poiché la prima squadra si allenava nei campi di calcio vicini allo stadio Comunale, i cosiddetti "Campini". Ma il nuovo centro allenamenti non venne mai realizzato.
Agli inizi del decennio successivo il club venne rilevato dalla famiglia Pontello, e la nuova società si pose nuovamente il problema della realizzazione di un centro sportivo. L'area scelta fu quella della zona di Santa Brigida a Pontassieve. La realizzazione della struttura sarebbe stata effettuata tramite obbligazioni da far sottoscrivere agli abbonati della Fiorentina. Anche questo progetto non venne mai iniziato.
Nel marzo 2001 il presidente Vittorio Cecchi Gori acquistò dei terreni nel comune di Bagno a Ripoli, dove costruire il centro sportivo.  L'anno seguente la società viola fallirà e i terreni finiranno nella procedura fallimentare.
Una nuova società, di proprietà della famiglia Della Valle e nata come Florentia Viola (dopo un anno denominata nuovamente ACF Fiorentina), portò all'ennesimo cambio radicale di progetto. Venne individuata ed acquistata nel 2003, dalla holding dei Della Valle, la tenuta agricola "L'Entrata" con 130 ettari di terreno, nel comune di Incisa Valdarno, per la realizzazione del centro di allenamento viola. Ma la scelta progettuale, per un valore di 10 milioni di euro, si rilevò complicata per carenze idriche nella futura gestione dei campi di calcio da realizzare e, pertanto, la società decise di percorrere altre strade. Innanzitutto si puntò, nell'immediato, all'ammodernamento dei "Campini" e nel 2009 venne presentato il progetto della realizzazione di una «Cittadella Viola», nel quale il centro sportivo della squadra trovava posto assieme al nuovo stadio della Fiorentina e ad altre strutture commerciali. Questa cittadella doveva sorgere nel quartiere fiorentino di Castello, salvo poi spostare il progetto del solo stadio nell'area ex Mercafir della zona di Novoli, nel 2017. Questi cambiamenti portarono la società a dover ripensare a dove poter realizzare un centro sportivo: ritornò in campo l'ipotesi dell'area di Bagno a Ripoli acquistata nel 2001 da Cecchi Gori, del Parco delle Cascine a Firenze e di terreni nel comune di Campi Bisenzio, opzionando questi ultimi.
Nel giugno del 2019 la società venne acquistata da Rocco Commisso e la nuova proprietà, anche su impulso dell’amministrazione comunale di Bagno a Ripoli che puntava alla rigenerazione di un’area di pregio ma degradata da anni di abbandono qual’era la cascina Favard coinvolta nel fallimento Cecchi Gori, decise di
modificare le precedenti strategie di investimento per le infrastrutture sportive. Fu scelto di puntare su Bagno a Ripoli acquistando non soltanto la cascina Favard e il suo parco circostante ma anche alcuni terreni confinanti a quelli acquistati a suo tempo dal gruppo Cecchi Gori per un totale di 25 ettari di proprietà (da oltre un secolo e mezzo) della famiglia Guicciardini Corsi Salviati. Le aree su cui sorge oggi il Viola Park furono comprate ufficialmente il 9 ottobre 2019 dando così inizio all'iter burocratico per la realizzazione del nuovo centro sportivo dell'ACF Fiorentina.

### Progettazione e costruzione
Il 28 novembre 2019 il presidente viola Rocco Commisso presentò insieme al Sindaco Francesco Casini presso il palazzo municipale del comune di Bagno a Ripoli il progetto preliminare, affidato all'architetto Marco Casamonti, con inizio dei lavori ipotizzato per settembre 2020 e durata di 12-18 mesi, per un costo totale di 70 milioni di euro. Il progetto, basato su principi bioarchitettonici e interamente sostenibile, su un'area di forma pentagonale, prevedeva il recupero della cascina esistente e la costruzione di padiglioni dotati di tetto a "V", che richiamano la lettera iniziale di "Viola", ad eccezione di quello degli eventi col tetto ricoperto di verde a forma di collina artificiale, e dieci campi regolamentari orientati rispettando l'antica centuriazione romana, sia riscaldati che illuminati: otto campi in erba naturale e due campi in sintetico, composti da un materiale ibrido tra tappeto erboso, erba sintetica e un particolare terriccio di seme di cocco per prevenire i movimenti bruschi delle articolazioni.
I padiglioni sono stati costituiti da due piani in superficie e un piano interrato illuminato dalla luce naturale grazie a un particolare sistema di scavo, costruiti con snelle strutture in piloni composti di legno ignifugo, alluminio e acciaio riciclabile, alte 12 metri, a sorreggere le vetrate e i tetti a vela dotati di pannelli fotovoltaici per il fabbisogno energetico, e un sistema di impermeabilizzazione a compluvio per la raccolta e il drenaggio dell'acqua piovana. Anche il cemento armato utilizzato per le fondamenta dei padiglioni è  composto da materiale recuperabile. Al nuovo centro sportivo venne dato il nome di "Viola Park".
Esternamente al centro sportivo inoltre sono previste una serie di opere pubbliche: la realizzazione di un parcheggio da 374 posti auto distribuito su 8 ettari, il capolinea della costruenda linea tranviaria 3.1 tra Firenze e Bagno a Ripoli davanti all'ingresso del centro sportivo, nonché due piste ciclabili: la prima, Firenze-Rosano, che partirà da Nave a Rovezzano, arriverà a Pontassieve e terminerà a Rosano, passando sulla zona nord della struttura; la seconda, Firenze-Grassina, che transiterà nella zona sud del centro accanto al percorso della tranvia proseguendo fino ad Antella, Grassina e Ponte a Ema.
La sopravvenuta pandemia di Covid-19 fece allungare soltanto di qualche mese i tempi inizialmente stimati tanto che già a giugno 2020 iniziarono i lavori di ristrutturazione della Cascina Favard, ex centro di formazione Enel, unico edificio già presente nei terreni del futuro Viola Park, con ditta esecutrice la Dam Costruzioni Generali S.r.l.. Il 7 ottobre 2020, invece, nella sala del consiglio comunale di Bagno a Ripoli fu presentato il progetto definitivo del nuovo centro sportivo, a cui seguì l'inizio ufficiale dei lavori il 5 febbraio 2021, con ditte esecutrici la Nigro & C. Costruzioni S.r.l. per la costruzione dei padiglioni e la Elcom System S.p.a. per le coperture dei tetti.
La fine dei lavori, a inizio cantiere stimata per dicembre 2022, subisce più volte dei rinvii a causa dei ritardi delle lavorazioni, per alcuni ricorsi (tra cui uno di Italia Nostra dichiarato inammissibile dal TAR), e per il rinvenimento dei resti di un insediamento (fattoria e strada acciottolata) di epoca romana e di due necropoli, di un'area complessiva di 24 ettari, per i quali fu necessario l'ottenimento dei permessi per la conservazione archeologica delle aree, obbligando a suddividere il padiglione delle giovanili in due edifici. Inoltre i costi lievitarono a causa dell'aumento generale dei prezzi dei materiali, sforando il tetto dei cento milioni di euro di spesa attestandosi su una stima di circa 110 000 000 € di spesa.
Ancora a lavori da ultimare, a maggio 2023 il centro inizia ad essere operativo con il trasferimento del personale amministrativo nella sede della Cascina Favard, mentre le attività sportive cominciano ufficialmente il 12 luglio successivo, con l'inizio della preparazione della prima squadra maschile, per la Serie A 2023-2024, e della primavera maschile, per il Campionato Primavera 1 2023-2024. Ed è proprio tra le due formazioni la prima amichevole in assoluto disputata nel centro, giocata il 15 luglio 2023 e terminata con il punteggio di 8-1 in favore della prima squadra, mentre la prima amichevole viola contro un'altra società è stata disputata con il Parma il 20 luglio e terminata con il punteggio di 1-1. Il 23 luglio, invece, è il giorno della prima vittoria, sempre in amichevole, nel centro sportivo: la Fiorentina batte il Catanzaro per 3-0. Le tre amichevoli sono state fatte in assenza di pubblico per mancanza di agibilità della struttura, causa cantieri ancora in corso nel centro in quel periodo. I lavori terminano il 4 agosto 2023.

### Inaugurazione
L'inaugurazione ufficiale, inizialmente prevista alla fine di agosto e poi per il 13 settembre viene ulteriormente rimandata all'11 ottobre, sia per la richiesta della soprintendenza di ottemperare a cinque passaggi necessari per far entrare visitatori e tifosi nella struttura, per problemi di viabilità e parcheggi, per l'installazione di nuove recinzioni più alte, non previste nel progetto originario e per problematiche di ordine pubblico inerenti i parapetti in vetro del ristorante posto sotto le gradinate dello stadio principale. Tali ritardi fanno sì che la società richieda una proroga fino al 31 ottobre per continuare ad utilizzare il Centro sportivo Davide Astori per gli allenamenti delle squadre a causa degli assembramenti eccessivi verificatisi lungo la strada principale che impongono una modifica della viabilità e ad effettuare interventi ulteriori per rendere a norma i due mini stadi riguardanti la rettifica della capienza, un nuovo percorso per accedervi e negli impianti tecnici di illuminazione con annessa presentazione di documentazione integrativa, per un costo supplementare di un milione di euro fissando il costo complessivo del centro a 112 000 000 di Euro. All'inaugurazione, ci saranno ancora le barriere sugli spalti e i parapetti tra il ristorante e il terreno di gioco; in seguito è prevista la loro rimozione.
Di conseguenza, anche la prima partita casalinga di campionato della formazione primavera contro il Genoa si è disputata in un altro impianto: il debutto in una gara ufficiale si è svolto il 30 settembre contro il Milan. La squadra primavera giocherà le partite allo Stadio Curva Fiesole, mentre la formazione Under-17 giocherà le gare valevoli per il Campionato Nazionale Under-17 allo Stadio Davide Astori con capienza inizialmente ridotta a 2 000 spettatori fino al completamento e all'entrata in servizio della linea tranviaria. Per la squadra femminile il debutto nella Serie A 2023-2024 al centro sportivo, previsto il 17 settembre contro il Sassuolo è rimandato all'8 ottobre nella gara con il Napoli.
In particolare, la formazione femminile inizia la seconda parte del ritiro al Viola Park il 16 agosto, dopo averlo cominciato a Tirrenia a causa dell'ultima fase dei lavori; la squadra giovanile under-19 fa il suo debutto al centro sportivo il 19 agosto con un'amichevole contro il Poggibonsi terminata per 5-2 a loro favore, mentre la giovanile under-16 debutta il 6 settembre con un'amichevole contro i pari età del San Donato Tavarnelle vinta per 3-1 dopo avere svolto la prima parte del ritiro in altre strutture. Il 14 settembre 2023 viene dato il via libera alla fattibilità del progetto del Viola Park dalla commissione di pubblico spettacolo e il 17 settembre si disputa la prima gara ufficiale al centro sportivo tra gli Under-17 di Fiorentina e Lecce, vinta dalla Fiorentina per 4-0. Il 22 settembre viene concessa l'approvazione sugli interventi in difformità del progetto originario dal Genio civile. Il 28 settembre la commissione del pubblico spettacolo concede l'agibilità della struttura. Il 29 settembre il centro sportivo viene ufficialmente intitolato a Rocco Commisso con la cerimonia del taglio del nastro e dello scoprimento delle lettere poste all'ingresso.
L'11 ottobre si è svolta l'inaugurazione ufficiale, denominata "Grand Opening Viola Park", suddivisa in due fasi e culminante con uno spettacolo di due ore svolto allo Stadio Curva Fiesole, condotto tra gli altri da Carlo Conti, con 3 000 invitati, tra cui il presidente della UEFA Aleksander Čeferin, il ministro dello sport e giovani Andrea Abodi, i vertici di CONI (Giovanni Malagò), FIGC (Gabriele Gravina) e Lega Serie A (Lorenzo Casini), il commissario tecnico della nazionale italiana Luciano Spalletti, delegazioni dei club della Serie A, altre personalità del mondo sportivo e istituzionale, due rappresentanti di ciascun club del tifo organizzato ai quali si aggiungono gli abbonati e i calciatori di tutte le formazioni della Fiorentina, dalla prima squadra alle giovanili. Il centro sportivo conserva il nome Viola Park nell'insegna, è intitolato a Rocco Commisso e la dicitura completa è Rocco B. Commisso Viola Park. Ha inoltre un suo logo ufficiale, una grande lettera V sormontata da una V più schiacciata a forma di ala per simboleggiare la forma stilizzata dei padiglioni, e un motto ufficiale, "The Beginning of a New Era".

### Il primo anno di attività
Nel 2024 la struttura si è aperta anche a ospitare eventi calcistici oltre gli incontri casalinghi delle formazioni viola: nel mese di febbraio allo "Stadio Davide Astori" si sono svolti quattro incontri del Torneo di Viareggio, manifestazione internazionali per squadre giovanili, mentre allo "Stadio Curva Fiesole" si è disputata l'amichevole tra le nazionali maggiori femminili di Italia e Irlanda, prima volta per una selezione azzurra nel centro sportivo, terminata con il punteggio di 0-0 davanti alle tribune al completo di pubblico. Inoltre, il successivo 20 marzo, nel padiglione eventi venne allestita la camera ardente per l'esequie di Joe Barone, dirigente viola scomparso il giorno prima all'ospedale San Raffaele di Milano, dove era stato ricoverato d'urgenza per un malore mentre era in ritiro con la squadra viola prima della gara di campionato a Bergamo contro l'Atalanta; in quella serata, dopo la partecipazione alla camera ardente da parte di circa duemila persone tra tesserati della Federcalcio, politici e tifosi, il presidente Commisso annunciò l'intitolazione della "Villa Viola" nel centro sportivo alla memoria di Barone.
A maggio vi furono disputate le fasi finali dei campionati primavera 1 maschile e femminile: l'11 il Milan Women vinse lo scudetto primavera delle ragazze, battendo all'"Astori" in finale il Sassuolo Femminile per 3-1, mentre il 31 invece i ragazzi del Sassuolo divennero campioni d'Italia primavera, superando al "Curva Fiesole" la Roma con il punteggio di 3-0. A giugno, invece, la struttura fu utilizzata per il primo evento sportivo extracalcistico: la mattina del 22 il Viola Park fu sede di partenza del campionato italiano femminile di ciclismo su strada, con le atlete che iniziarono la corsa all'interno del centro sportivo, fino al traguardo di San Piero a Sieve. E sempre per il ciclismo, il Viola Park è salito alla ribalta internazionale in quanto nel tratto di strada antistante la struttura, il 29 giugno, venne dato lo start ufficiale (il cosiddetto "Km 0") della 1ª tappa del Tour de France 2024, partito per la prima volta nella sua storia dall'Italia e, nello specifico, da Firenze. All'11 ottobre 2024, nel primo anno di attività della struttura, i costi per la gestione oscillano tra i 7 e i 9 milioni di euro mentre i ricavi ammontano a 2 900 000 euro, con 70 000 persone complessive ad assistere a oltre 300 partite di calcio e oltre 200 eventi ospitati nella struttura.

## Struttura
Il centro, che si sviluppa per circa 260000 m², dispone di impianti per la pratica del calcio (dodici campi regolamentari, tra i quali due piccoli stadi, per un totale di 100000 m²), oltre a dodici edifici che ospitano 70 uffici, 75 camere da letto per 116 posti totali, ristorante, quattro palestre con oltre 130 postazioni training e 80 metri quadrati di palestra riabilitativa, sale, auditorium e quant'altro, per oltre 25000 m² di superficie utile; il tutto inserito nel verde, con un laghetto centrale con fontana.

### Ingressi
Gli ingressi al Viola Park sono sette, ognuno dotato di una propria numerazione, un nome specifico e, per molti di essi, un indirizzo civico. Nel dettaglio:
- 1 - Porta di Ripoli, ingresso auto per gli stadi, via Pian di Ripoli 5;
- 2 - Ingresso Villa Viola, via Pian di Ripoli 7;
- 3 - Porta del Giglio, ingresso pedonale per gli stadi;
- 4 - Porta di Rimaggio, ingresso prima squadra maschile, via del Padule 37A;
- 5 - Porta Il Mulino, ingresso prima squadra femminile e fornitori, via del Padule 41C;
- 6 - Ingresso manutenzione, via del Padule 41D;
- 7 - Porta dei Cedri, varco autorizzati.

### Parcheggi
I parcheggi al Viola Park saranno tre, ognuno dotato di una propria numerazione, un nome specifico e, per molti di essi, un indirizzo civico. Nel dettaglio:
- 1 - Viola Parking,[126]
  - Primo ingresso: via della Villa Cedri 3/A;[127]
  - Secondo ingresso: via del Crocefisso del Lume snc;[128]
- 2 - Prato Parking, via Francesco Granacci snc;[129]
- 3 - Nave a Rovezzano, via della Nave a Rovezzano 91.[127]

### Area sportiva
L'area sportiva del Viola Park è composta dai seguenti campi da gioco:
- Due stadi regolamentari (dimensioni di 105 × 65 m):[16]
  - Stadio "Curva Fiesole",[15] campo "A"[3] con manto in erba naturale[16] e doppia tribuna coperta su entrambi i lati (corrispondente ai Padiglioni C, nei quali sono ubicati sei spogliatoi), per una capienza di 3 000 posti a sedere[16] e omologato come Categoria UEFA 2. È lo stadio utilizzato per gli incontri ufficiali della prima squadra femminile e della primavera maschile;[16]
  - Stadio "Davide Astori",[15] campo "B"[3] con manto ibrido[16] e tribuna coperta su un lato (corrispondente ai Padiglioni C, nei quali sono ubicati sei spogliatoi), per una capienza di 1 500 posti a sedere;[3]
- Otto campi da calcio regolamentari (tutti delle dimensioni di 105 × 65 m)[16] per gli allenamenti, dei quali quattro con manto in erba naturale e quattro con manto ibrido:[16][130]
  - Campi "1" e "2", con manto naturale e recintati,[16] per l'allenamento della prima squadra maschile;[3]
  - Campo "3", con manto ibrido,[16] per l'allenamento delle squadre giovanili femminili;[3]
  - Campi "4" e "5", con manto in erba naturale,[16] per l'allenamento della prima squadra femminile;[3]
  - Campi "6", "7" e "8", con manto ibrido,[16] per l'allenamento delle otto squadre giovanili maschili;[3]
- Due campi liberi, "9" e "10",[3] regolamentari (dimensioni di 105 × 65 m) e realizzati nel prato in erba naturale;[16]
- Un campo di allenamento per i portieri (campo "Q"),[3] anch'esso realizzato nel prato in erba naturale.[16]
- Due mini campi di scuola calcio (campi "R"),[3] con manto ibrido;[16]

### Area direzionale
L'area direzionale del Viola Park è composta dai seguenti edifici:
- Padiglioni "C",[3] denominati Stadium Lounge, corrispondenti alle tribune dei due stadi, che ospitano internamente alcuni spazi per visitatori e tifosi, tra cui:
  - Un bar principale, dapprima denominato "Cafè digitale" e poi "Il Giglio",[131] con schermi disposti su una struttura cilindrica circolare appesa al soffitto, sopra il bancone del bar, la cui disposizione è ispirata a quella della borsa di New York,[132] inaugurato il 30 ottobre 2023[131]
  - Un bar ausiliario, denominato "Maglia Viola",[133] anch'esso inaugurato il 30 ottobre 2023,[134] dove sono esposte in concessione alcune maglie storiche[135][136] che confluiranno nel futuro museo della Fiorentina;[137]
  - Un negozio, "Fiorentina Store",[3] dedicato alla vendita dei prodotti ufficiali del club;
  - Un ristorante posto sotto le gradinate dello stadio principale;[81]
  - Altri spazi commerciali (ancora da definire);[138][139]
- Padiglione "D",[3] ovvero la Cascina Favard, denominata dapprima Villa Viola[3] e in seguito Villa Joe Barone,[140] sede sociale della società, edificio d'impianto del XIX secolo con annessi del XX secolo (in passato centro di formazione ENEL), collocato centralmente al Viola Park, che si sviluppa su circa 750 metri quadrati comprendendo:[138]
  - Cinque uffici;
  - Un auditorium;
  - Una conference room;
  - Una sala bar;
- Padiglioni "E" ed "F", denominati rispettivamente Media Center e Sede Uffici, che ospitano:[138]
  - Ventisette uffici amministrativi;
  - Un auditorium riservato alla sala stampa con area hospitality, dal 20 ottobre 2023 denominato "Windtre Media Center" per motivi di sponsorizzazione[141] (ancora da definire una possibile intitolazione al giornalista Alessandro Rialti);[142]
  - Un parcheggio coperto riservato agli addetti ai lavori;
- Padiglione "G", denominato Padiglione Women, destinato alla prima squadra femminile, che comprende:[138]
  - Foresteria composta da 13 camere;
  - Otto uffici;
  - Una palestra;
  - Tre spogliatoi;
- Padiglione "H",[3] denominato Padiglione Giovani, destinato alle squadre giovanili maschili e femminili, suddiviso in due parti, che comprende:[138]
  - Foresteria composta da 24 camere;
  - Undici uffici;
  - Una palestra;
  - Cinque spogliatoi;
- Padiglioni "I" ed "N",[3] denominati Prima Squadra e Studi TV, edifici destinati alla prima squadra maschile, che comprendono:[138]
  - Foresteria composta da 29 camere;
  - Diciannove uffici;
  - Una palestra;
  - Due spogliatoi;
  - Un'area sanitaria per le visite mediche, composta da un centro di fisioterapia e sale per le risonanze magnetiche, la crioterapia,[3] il dentista e la podologia;[143]
  - Un'area wellness, composta da piscina olimpionica,[3] bagno turco,[3] sauna,[3] sala massaggi, un macchinario arrivato dagli Stati Uniti per il recupero degli infortuni (chiamato "Hydroworx", che simula l'assenza di gravità e dotato di tapis roulant subacqueo per evitare contatti diretti con la pianta del piede)[144][145] e una sala denominata "green room", dotata di sensori e sonde per prevenire potenziali infortuni;[7]
  - Tre saloni di estetica, destinati al barbiere, al parrucchiere e a un centro di bellezza;[7]
  - Uno studio televisivo del canale ufficiale del club, diffuso sul sito ufficiale e su YouTube (con tecnologie innovative per gli effetti visivi, tra i quali la "Zero Density");[145]
- Padiglione "L",[3] denominato Eventi, che comprende:[138]
  - Una sala eventi;
  - Due sale riservate, delle quali una destinata alla cucina, indipendente e collegata alla principale;[146]
  - Uno spazio in comune per le prime squadre, le giovanili (sia maschili che femminili) e i dipendenti, composto da una sala da pranzo realizzata con la tecnica dell'architettura ipogea che segue la linea delle colline circostanti,[43] due convitti e sale per lo studio;
  - Un museo (ancora da definire);[137]
- Padiglione "M",[3] che corrisponde alla Cappella di Santa Caterina,[147] luogo di culto cattolico intitolato a Santa Caterina da Siena in onore di Catherine Commisso, moglie del presidente dell'ACF Rocco Commisso e fautrice della realizzazione di un luogo di raccoglimento e preghiera all'interno del centro,[124] consacrata dall'arcivescovo Giuseppe Betori il 2 settembre 2023;[148]
- Padiglione "O",[3] denominato Padiglione Manutentori, destinato a deposito per la manutenzione,[149] con quattro sale per il magazzino composte da:
  - Magazzino dedicato alle maglie e divise da gioco e allenamento;
  - Magazzino dedicato alle scarpe da gioco con relativo materiale (tacchetti, bulloni, ecc.);
  - Magazzino dedicato ai palloni e al materiale ausiliario (ostacoli, sagome per le punizioni, ecc.) per gli allenamenti;
  - Sala dedicata all'amministrazione e di rappresentanza dei magazzini con allenatori e giocatori;[150]
- Altri tre piccoli edifici, con destinazione di guardianie.[149]

### Aree verdi
Nelle aree verdi del centro sono presenti, poiché messi a dimora nella costruzione della struttura: 795 nuove piante (tra le quali 186 ulivi e 47 alberi da frutto oltre a lecci, sughere e canfore), 1 800 grandi arbusti (mirto, corbezzolo e alloro), 3,6 km di siepi, 45 000 piccoli arbusti e tappezzanti. Tra l'altro, ad inizio dei lavori, anziché posare la simbolica "prima pietra", è stato messo a dimora un olivo secolare, di oltre 200 anni, donato da un'azienda vivaistica pistoiese. Degli ulivi piantumati nel centro è prevista la coltivazione e la produzione di un olio, denominato "Olio Caterina".
In fase di acquisto, Rocco Commisso opzionò, a durata decennale, ulteriori 6 ettari di terreni posti nella zona ovest della struttura, nelle vicinanze del futuro parcheggio scambiatore della tranvia, che saranno a destinazione interamente agricola. Inizialmente solo una parte (2 ettari) è dedicata alla coltivazione di ulivi, con la parte rimanente di 4 ettari destinata a un parcheggio provvisorio per visitatori e tifosi, completamente permeabile, con una copertura in ghiaia su un'area di 53 370 mq. da 490 posti auto e 60 posti per le moto, dotato di illuminazione a led alimentata dall'energia solare, denominato "Viola Parking" aperto il 10 luglio 2024 del quale è previsto il ripristino della destinazione agricola con la piantumazione di 330 alberi nuovi. La delibera per l'utilizzo in deroga agli strumenti urbanistici, approvata alla fine del 2023, in base a un ricorso inoltrato dai residenti nel marzo 2024, viene bocciata dal TAR il 15 novembre 2024; il parcheggio provvisorio rimane agibile ma rischia di essere smantellato e riportato alle condizioni originarie. La decisione del Consiglio di Stato è prevista per l'autunno del 2025.
Oltre al "Viola Parking" si aggiungono altri due parcheggi: il "Prato Parking", per la sosta di 150-200 auto e quello "Nave a Rovezzano", che avrà una strada viaria di collegamento per il secondo ingresso al "Viola Parking". I lavori del parcheggio scambiatore, che avrà una superficie di 20 280 mq. iniziano il 6 aprile 2024 e prevedono 358 posti auto, tra i quali 22 posti per veicoli elettrici, con 406 alberi dei quali 320 sono di nuovo impianto.
Centralmente alle aree verdi e a tutto il Viola Park, è posizionato un laghetto con fontana (opera è stata fortemente voluta dal presidente Rocco Commisso) che, tramite l'alimentazione di cisterne funziona anche come sistema di drenaggio delle acque e, in accordo con la Regione Toscana, tramite un canale drena le acque in eccesso conducendole in Arno. Il laghetto funge essenzialmente come recupero e riutilizzo delle acque piovane e irrigue insieme col sistema di raccolta meteorica proveniente dalle coperture dei padiglioni, oltre a 13 pozzi che garantiscono tutti insieme il fabbisogno estivo giornaliero di acqua del Viola Park, di circa 1000 m³.
All'interno della struttura la circolazione è permessa soltanto ai veicoli elettrici a sei posti, simili alle golf cart, forniti dalla società, e a due furgoncini elettrici coperti, di colore viola, che serviranno anche da mini-negozi itineranti lungo il centro sportivo.

## Utilizzo
Nel Viola Park hanno sede tutti gli uffici amministrativi della società ACF Fiorentina, portando quindi a circa 900 il numero di persone che quotidianamente lavoreranno nella struttura, tra atleti e dipendenti.
La struttura ospita gli allenamenti della prima squadra maschile, della prima squadra femminile e di tutto il settore giovanile sia maschile sia femminile della Fiorentina. 
Nell'impianto, con la sola esclusione della prima squadra maschile, disputano anche gli incontri ufficiali casalinghi tutte le formazioni del club viola: nello stadio Curva Fiesole giocano la prima squadra femminile e la formazione Primavera maschile, nello stadio Davide Astori tutte le altre formazioni.
Poiché i costi di manutenzione annuali si aggirano intorno ai 10 000 000 €, tra i quali circa 5 000 000 € solo per le spese di energia, attraverso accordi con nuovi sponsor, l'organizzazione di eventi tra i quali compleanni, matrimoni, cene aziendali e convegni, la sottoscrizione di un abbonamento da parte di visitatori e tifosi per usufruire di tutte le strutture e il merchandising, si prevede un regime di autosufficienza del centro a partire dal 2028, con un'affluenza totale nel Viola Park di circa 3 000 persone al giorno.